# 長嶺温泉
長嶺温泉（ながみねおんせん）は長野県中野市田麦にある日帰り温泉。

## 概要
長嶺温泉は、中野市と飯山市を結ぶ国道292号沿いの田麦地籍にある。完全掛け流しのお湯と広い露天風呂がある。泉質：ナトリウム‐塩化物泉（弱アルカリ性低張性温泉）。水素イオン濃度：pH 7.5。泉温：41.9℃。蒸発残留物：1330㎎/㎏。知覚的特徴：少し白濁。

## 施設
- 室内温泉
- 露天風呂
- 大広間休憩所

## 天然温泉利用情報

### 入浴料
- 大人 400円
- 子供 250円

### 営業時間
- 午前10時～22時

### 休館日
- 年中無休

## 交通
- 上信越自動車道信州中野ICより車で約15分[1]

## 周辺
- 北信濃ふるさとの森文化公園